# Boltzmann-verdeling
De boltzmann-verdeling of boltzmann-statistiek (ook wel gibbs-boltzmann-verdeling genoemd) is een in de scheikunde, natuurkunde en wiskunde toegepaste kansverdeling die de relatieve bezettingsgraad van verschillende toestanden in een systeem weergeeft. Een bijzonder geval van deze verdeling is de snelheidsverdeling van gasdeeltjes in een ideaal gas, die wordt weergegeven door de maxwell-boltzmann-verdeling.

## Kansfunctie
Gegeven een systeem met in totaal N identieke, maar van elkaar onderscheidbare deeltjes. Elk deeltje kan zich in verschillende energietoestanden bevinden, energie {\displaystyle E_{j}}. De kans om het systeem in de toestand {\displaystyle j} aan te treffen is gelijk aan het aantal deeltjes in die energietoestand j, gedeeld door het totale aantal deeltjes. Oftewel, {\displaystyle p_{j}=N(E_{j})/N} en wordt als volgt bepaald:
{\displaystyle p_{j}={\frac {1}{Z}}e^{-\beta E_{j}}}
waarin {\displaystyle Z} de normalisatiefactor is, en gekend is als de canonische partitiefunctie:
{\displaystyle Z=\sum e^{-\beta E_{j}}}
De parameter {\displaystyle \beta } wordt in de thermodynamica concreet ingevuld als:
{\displaystyle \beta ={\frac {1}{k_{B}T}}}
met {\displaystyle k_{B}} de boltzmannconstante en T de absolute temperatuur (in kelvin).

## Bezettingsgraad
Als deeltjes in een bepaald systeem de mogelijkheid hebben zich te verdelen over de toestanden {\displaystyle i} en {\displaystyle j}, dan verhouden de bezettingsgraden {\displaystyle N_{i}} en {\displaystyle N_{j}} zich als
{\displaystyle {N_{j} \over N_{i}}=g{p_{j} \over p_{i}}=g\ e^{-\beta (E_{j}-E_{i})}=g\ e^{-\beta \Delta E}},
dus afhankelijk van het energieverschil {\displaystyle \Delta E=E_{j}-E_{i}} van beide toestanden. Daarin is {\displaystyle g} een correctiefactor voor de ontaarding in het systeem, die gegeven wordt door
{\displaystyle g={\frac {g_{j}}{g_{i}}}}
Deze factoren kunnen via kwantummechanische berekeningen worden verkregen.

## Toepassing in de spectroscopie
De boltzmann-verdeling wordt gebruikt bij tal van klassieke en kwantummechanische systemen. Zo wordt de verdeling in de spectroscopie veelvuldig aangewend, omdat de bezettingsgraden van de verschillende energieniveaus belangrijke implicaties hebben op absorptie- en emissieprocessen. In het specifieke geval van spectroscopie wordt meer belang gehecht aan overgangen vanuit de grondtoestand met energie {\displaystyle E_{0}}. Zodoende wordt de boltzmann-verdeling herleid tot
{\displaystyle N_{i}=N_{0}\ g\ e^{-{\frac {E_{i}-E_{0}}{k_{B}T}}}}
Aangezien het energieverschil, Ei − E0 = h·ν, moet overeenkomen met de energie van een kwantumdeeltje dat geabsorbeerd of geëmitteerd dient te worden, kan de vergelijking worden herschreven tot
{\displaystyle N_{i}=N_{0}\cdot g\cdot \exp \left(-{\frac {h\nu }{k_{B}T}}\right)}
Daaruit is te zien dat de relatieve bezetting van een hoger energieniveau (de aangeslagen toestand) wordt bepaald door het energieverschil ten opzichte van het grondniveau en de temperatuur {\displaystyle T}. Het aantal deeltjes in de aangeslagen toestand is groter naarmate het energieverschil tussen de relevante toestanden kleiner is of naarmate de temperatuur hoger is. In het geval van bijvoorbeeld NMR-spectroscopie is het energieverschil tussen twee opeenvolgende toestanden zo klein dat de beide energieniveaus bijna gelijk bezet zijn. Dat zou ertoe leiden dat uit NMR-analyses geen bruikbare informatie zou kunnen gehaald worden, omdat bijna geen overgangen zullen plaatsgrijpen. Toch kunnen de energieniveaus gemanipuleerd worden: door aanleggen van een extern magnetisch veld zal het energieverschil groter worden en zal de populatie van beide niveaus significant wijzigen. Dit leidt ertoe dat overgangen tussen beide toestanden mogelijk worden en dat hieruit informatie met betrekking tot de moleculaire structuur kan verkregen worden.

## Boltzmannwegingsfactor
De boltzmannwegingsfactor of boltzmannfactor wordt gedefinieerd als

{\displaystyle g=e^{\frac {E}{kT}}}

met E de energie per molecuul, k de boltzmannconstante en T de absolute temperatuur. 
Bij hoge temperaturen of zeer lage energieën gaat de exponent naar nul en is de weegfactor 1. Bij lage temperatuur en hoge energie is de weegfactor kleiner dan 1. In de statistische thermodynamica wordt dit gebruikt om bepaalde configuraties van moleculen te wegen, waardoor een gemiddelde eigenschap van een grote hoeveelheid van moleculen kan worden berekend.